# La legión del silencio
La legión del silencio es una película de 1956 codirigida por José María Forqué y José Antonio Nieves Conde y protagonizada por Jorge Mistral y Nani Fernández.
Los escenarios de la película fueron diseñados por Sigfrido Burmann.

## Reparto
- Jorge Mistral es Jean Balzac / Paul Banek
- Nani Fernández as Dana
- Joan Capri
- Fernando Cebrián
- Félix Dafauce es Grumko
- José Marco Davó  es Kavenko
- María Dolores Gispert es Ludmilla
- Diana Mayer
- César Ojinaga es Lucas
- Esther Parera es Maruska
- Nicolás D. Perchicot es Padre Orbinski
- Rubén Rojo es Chapeck
- Juan Manuel Soriano es Yenka
- Jesús Tordesillas es Josef
- Tomás Torres